# Britta Oppelt
Britta Oppelt, född den 5 juli 1978 i Östberlin i Östtyskland, är en tysk roddare.
Hon tog OS-silver i scullerfyra i samband med de olympiska roddtävlingarna 2012 i London.